# Roy Sommer (Eishockeyspieler)
Roy A. Sommer (* 5. April 1957 in Oakland, Kalifornien) ist ein ehemaliger US-amerikanischer Eishockeyspieler und derzeitiger -trainer. Während seiner Karriere absolvierte er in der Saison 1980/81 drei Spiele für die Edmonton Oilers in der National Hockey League und war zwischen 1995 und 1997 Assistenztrainer der San Jose Sharks. Seit Juli 2022 ist er Cheftrainer der San Diego Gulls in der American Hockey League.

## Karriere
Sommer begann seine Eishockeykarriere 1974 im Alter von 17 Jahren in der Alberta Junior Hockey League bei Spruce Grove Mets, mit denen er gleich in seiner ersten Spielzeit den Centennial Cup, die Meisterschaft der AJHL, gewann. Nachdem er bereits während seiner Zeit bei den Mets ein Spiel für die Edmonton Oil Kings in der Western Canada Hockey League bestritten hatte, nahmen ihn zur Saison 1975/76 die Calgary Centennials aus der WCHL unter Vertrag, denen er zwei Jahre lang treu blieb, ehe er in den Seniorenbereich wechselte.
Dort waren seine erste Station die Saginaw Gears aus der International Hockey League, die er jedoch nach zwölf absolvierten Partien im Spieljahr 1976/77 aufgrund eines Wechsels zum Ligakonkurrenten Dayton Owls, der im Verlauf der Spielzeit nach Grand Rapids umzog und sich in Grand Rapids Owls umbenannte, verlassen musste. Für die Owls bestritt er noch 45 Begegnungen in der Spielzeit sowie neun weitere im Spieljahr 1978/79, nachdem er die gesamte Vorsaison bei den Spokane Flyers in der Pacific Hockey League verbracht hatte. Zuvor hatte er bereits sein Heimatland zum Jahreswechsel 1976/77 bei der Junioren-Weltmeisterschaft in der Tschechoslowakei vertreten und war im NHL Amateur Draft 1977 in der sechsten Runde an 101. Stelle von den Toronto Maple Leafs ausgewählt worden. Während der Saison 1979/80 wechselte Sommer schließlich in die Central Hockey League zu den Houston Apollos, ehe er sich in der folgenden Spielzeit 1980/81 dem Ligakonkurrenten Wichita Wind anschloss, zu deren Mannschaftskapitän er auf Anhieb ernannt wurde.
In dieser Saison bestritt der gelernte Center auch seine einzigen drei Partien in der National Hockey League, nachdem ihn am 1. Januar 1980 die Edmonton Oilers als Free Agent unter Vertrag genommen hatten, da die Maple Leafs kein Interesse an einer Verpflichtung gezeigt hatten. Sommer erzielte in den drei Begegnungen ein Tor und erhielt sieben Strafminuten. Nach dem Intermezzo in Edmonton verbrachte der Stürmer die folgenden zwei Spielzeiten bis zum Sommer 1983 bei den Wichita Wind, obwohl er im Jahr zuvor von den New Jersey Devils unter Vertrag genommen worden war. Ab der Spielzeit 1983/84 spielte er für deren Farmteam, die Maine Mariners, in der American Hockey League, mit denen er gleich den Calder Cup, die Meisterschaftstrophäe der AHL, gewann. Auch im Folgejahr verblieb Sommer bei den Mariners, jedoch wurde die Titelverteidigung verpasst. Weitere Stationen bis 1987 waren die Indianapolis Checkers und Muskegon Lumberjacks, mit denen er 1986 den Turner Cup gewann, in der International Hockey League, ehe er bereits im Alter von 30 Jahren seine Karriere als Aktiver beendete. Neben seinen Engagements bei den NHL-Franchises in Toronto, Edmonton und New Jersey spielte er auch im System der St. Louis Blues und Pittsburgh Penguins.
Mit Beginn der Saison 1987/88 arbeitete Sommer ein Jahr als Assistenztrainer der Muskegon Lumberjacks unter Cheftrainer Rick Ley. Gleichzeitig begann er an der University of Maine ein bis 1991 andauerndes Studium, das ihn später auch an die Indiana State University führte. Aufgrund des Studiums arbeitete er lediglich noch in der Spielzeit 1988/89 als Assistent von Peter Anholt bei den Prince George Cougars in der Western Hockey League, ehe er eine zweijährige Pause einlegte. Zur Saison 1991/92 nahm der US-Amerikaner seinen ersten Cheftrainerposten bei den Roanoke Valley Rebels aus der East Coast Hockey League an. Diese verließ er nach nur einem Jahr, da ihn der Ligakonkurrent Richmond Renegades unter Vertrag genommen hatte. Nach zwei durchwachsenen ersten Spielzeiten führte Sommer das Team im Spieljahr 1994/95 zum Gewinn des Riley Cup. Er selbst war bereits im Saisonverlauf mit der Berufung zum Cheftrainer in eines der beiden All-Star-Teams ausgezeichnet worden. In den Sommermonaten gönnte sich Sommer keine Pause und fungierte zwischen 1994 und 1996 gleichzeitig als Cheftrainer der San Jose Rhinos, einer Inlinehockey-Mannschaft aus Roller Hockey International. Diese führte er 1995 zum Gewinn des Murphy Cup und wurde dort 1996 ebenfalls als Cheftrainer eines All-Star-Teams nominiert. Ähnlich erfolgreich verlief auch die sich an den Titelgewinn in der ECHL anschließende Spielzeit. Da er die Renegades mit dem besten Saisonrekord aller Teams in die Playoffs führte, betreute er erneut eines der All-Star-Teams und wurde zudem zum besten Trainer der Liga gekürt. Dennoch verpasste er mit der Mannschaft eine erfolgreiche Titelverteidigung.
Sommers erfolgreiche Arbeit bei den Richmond Renegades und den San Jose Rhinos war sowohl den Franchises der National Hockey League als auch dem US-amerikanischen Verband nicht verborgen geblieben. Nachdem er die Engagements in Richmond und San Jose 1996 beendet hatte, nahmen ihn die San Jose Sharks aus der NHL unter Vertrag. Gleichzeitig zeigte auch der US-Verband, der einen Cheftrainer für die Inlinehockey-Nationalmannschaft suchte, Interesse an ihm. Diese führte er zwischen 1996 und 1998 bei drei IIHF Inlinehockey-Weltmeisterschaften zu zwei Goldmedaillen und einer Silbermedaille. In San Jose arbeitete er in der Saison 1996/97 als Assistenztrainer von Al Sims, der im darauffolgenden Jahr von Darryl Sutter abgelöst wurde. Sommers Zeit bei den Sharks endete im Sommer 1998, als Sutter neue Assistenten verpflichten ließ. Da das Management San Joses jedoch nicht auf die Dienste Sommers verzichten wollte, wurde er zum Cheftrainer der Kentucky Thoroughblades, San Joses damaligem Farmteam in der American Hockey League, befördert. Insgesamt betreute Sommer die Thoroughblades drei Spieljahre lang, führte sie in jedem Jahr in die Playoffs und gewann 2000 sowie 2001 jeweils einen Divisiontitel. Diese Ergebnisse honorierte die Ligaleitung im Januar 2000 mit der Berufung zum Cheftrainer beim AHL All-Star Classic.
Nach der Saison 2000/01 zog das Franchise von Kentucky nach Cleveland um und spielte fortan unter dem Namen Cleveland Barons weiterhin in der AHL. Zwar blieb Sommer deren Cheftrainer und Cleveland in Kooperation mit den Sharks, doch in den fünf Jahren des Bestehen des Teams gelang lediglich einmal eine Siegquote von mehr als 50 Prozent und die Qualifikation für die Playoffs. Zur Saison 2006/07 zog das Team erneut um, dieses Mal nach Worcester im US-Bundesstaat Massachusetts. Dort nahm das Team den Namen Worcester Sharks an. Der US-Amerikaner blieb weiterhin Trainer des Franchises trotz der wenig erfolgreichen Zeit in Cleveland. Derzeit ist der am längsten im Amt befindliche Cheftrainer der American Hockey League. Seit der Saison 2002/03 arbeitet er mit seinem Assistenztrainer David Cunniff zusammen hinter der Bande.
Am 11. Februar 2012 erreichte Sommer einen weiteren Meilenstein in seiner Trainerkarriere mit dem 500. Karrieresieg in der American Hockey League. Dies war in der Historie der Liga zuvor lediglich Bun Cook, Frank Mathers und John Paddock gelungen.
Auch nach einem weiteren Umzug des Teams im Jahr 2015, das fortan San Jose Barracuda heißt, blieb Sommer im Amt des Cheftrainers.
Nach der Saison 2021/22 endete seine Ära von fast 25 Jahren als Cheftrainer des Teams, wobei er eine Beraterfunktion behielt und seine Position mit John McCarthy neu besetzt wurde. Wenig später jedoch verließ er die Mannschaft endgültig, als er im Juli 2022 als neuer Cheftrainer der San Diego Gulls vorgestellt wurde.

## Erfolge und Auszeichnungen

### Als Spieler
- 1975 Centennial-Cup-Gewinn mit den Spruce Grove Mets
- 1984 Calder-Cup-Gewinn mit den Maine Mariners
- 1986 Turner-Cup-Gewinn mit den Muskegon Lumberjacks

### Als Trainer
| - 1995 Cheftrainer beim ECHL All-Star Game - 1995 Riley-Cup-Gewinn mit den Richmond Renegades - 1995 Murphy-Cup-Gewinn mit den San Jose Rhinos - 1996 Cheftrainer beim ECHL All-Star Game - 1996 ECHL Coach of the Year | - 1996 Cheftrainer beim RHI All-Star Game - 2000 Cheftrainer beim AHL All-Star Classic - 2017 Louis A. R. Pieri Memorial Award - 2024 Aufnahme in die AHL Hall of Fame |

#### International
- 1996 Goldmedaille bei der IIHF Inlinehockey-Weltmeisterschaft
- 1997 Goldmedaille bei der IIHF Inlinehockey-Weltmeisterschaft
- 1998 Silbermedaille bei der IIHF Inlinehockey-Weltmeisterschaft

## Karrierestatistik

### Als Spieler

#### International
Vertrat die USA bei:
- Junioren-Weltmeisterschaft 1977

(Legende zur Spielerstatistik: Sp oder GP = absolvierte Spiele; T oder G = erzielte Tore; V oder A = erzielte Assists; Pkt oder Pts = erzielte Scorerpunkte; SM oder PIM = erhaltene Strafminuten; +/− = Plus/Minus-Bilanz; PP = erzielte Überzahltore; SH = erzielte Unterzahltore; GW = erzielte Siegtore; 1 Play-downs/Relegation; Kursiv: Statistik nicht vollständig)